# 신 (전한 문제)
신(信, ? ~ ?)은 전한 초기의 관료이다. ‘신’은 이름자로, 성씨는 알 수 없다.

## 행적
문제 후원년(기원전 163년), 정위에 임명되었다.
신은 《한서》 권19에만 보이는 인물로, 왕선겸(王先謙)은 권4에 같은 이름과 직책의 인물(신)이 있는 것을 지적하며, 둘은 동일인물이며 권19의 기록이 잘못된 것이라고 추측하였다.

## 출전
- 반고, 《한서》권19하 백관공경표 下

| 전임 의창 | 전한의 정위 기원전 163년 ~ ? | 후임 장석지 |